# Mihovljan (samhälle)
Mihovljan är ett samhälle i Kroatien.   Det ligger i länet Krapina-Zagorjes län, i den norra delen av landet, 40 km norr om huvudstaden Zagreb. Mihovljan ligger 227 meter över havet och antalet invånare är 1 236.
Terrängen runt Mihovljan är platt åt sydväst, men åt nordost är den kuperad. Terrängen runt Mihovljan sluttar söderut. Runt Mihovljan är det ganska tätbefolkat, med 86 invånare per kvadratkilometer. Närmaste större samhälle är Krapina, 7,8 km väster om Mihovljan. Omgivningarna runt Mihovljan är en mosaik av jordbruksmark och naturlig växtlighet.